# Grijsbuikklauwiertiran
De grijsbuikklauwiertiran (Agriornis micropterus) is een zangvogel uit de familie Tyrannidae (tirannen).

## Verspreiding en leefgebied
Deze soort komt voor in de Zuidkegel en telt twee ondersoorten:
- A. m. andecola: zuidelijk Peru, Bolivia, noordelijk Chili en noordwestelijk Argentinië.
- A. m. micropterus: Argentinië.

## Status
De grootte van de populatie is niet gekwantificeerd maar de soort wordt omschreven als schaars. Op de Rode lijst van de IUCN heeft deze soort de status niet bedreigd.

## Externe link

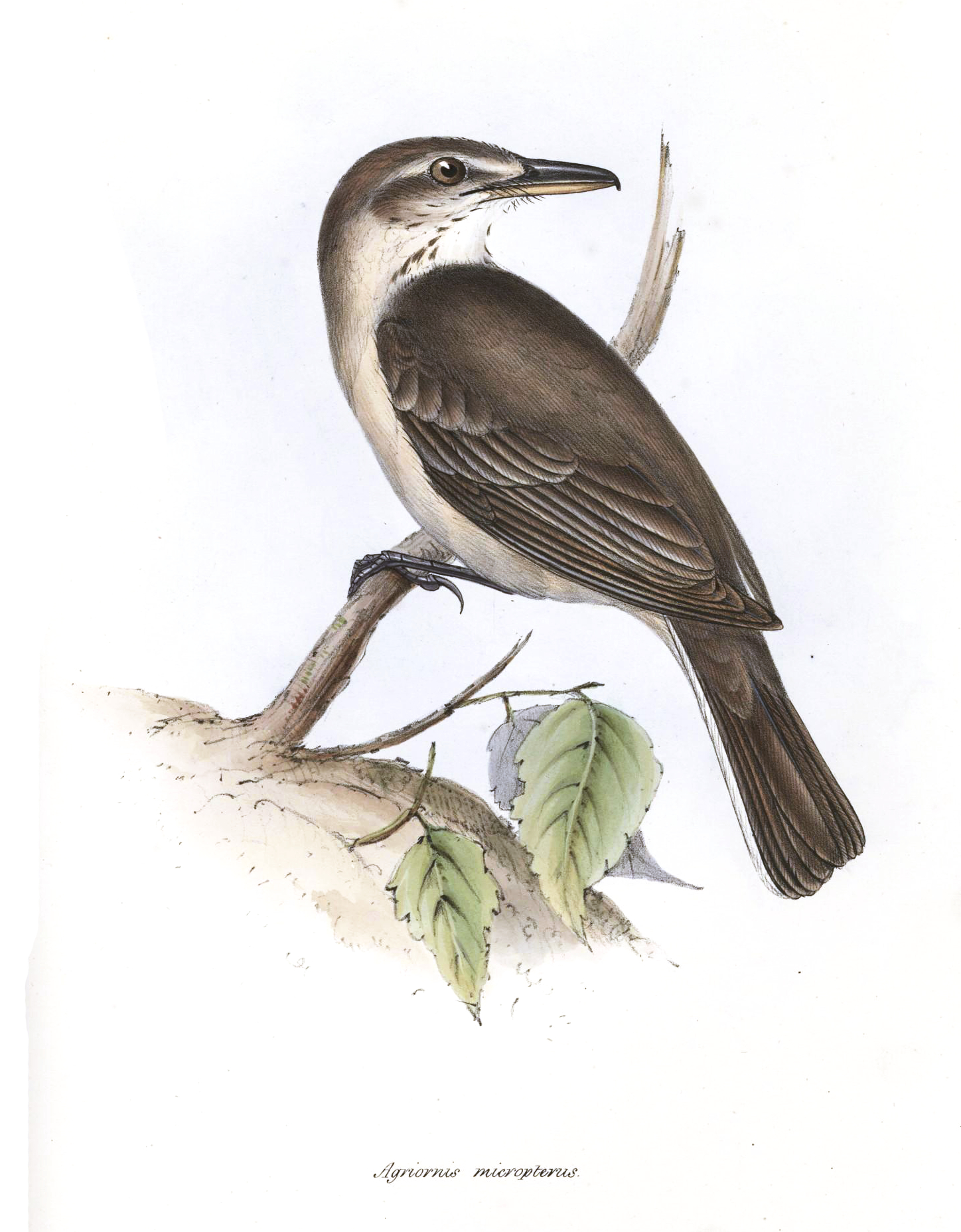